# Gedenkstätte Amthordurchgang

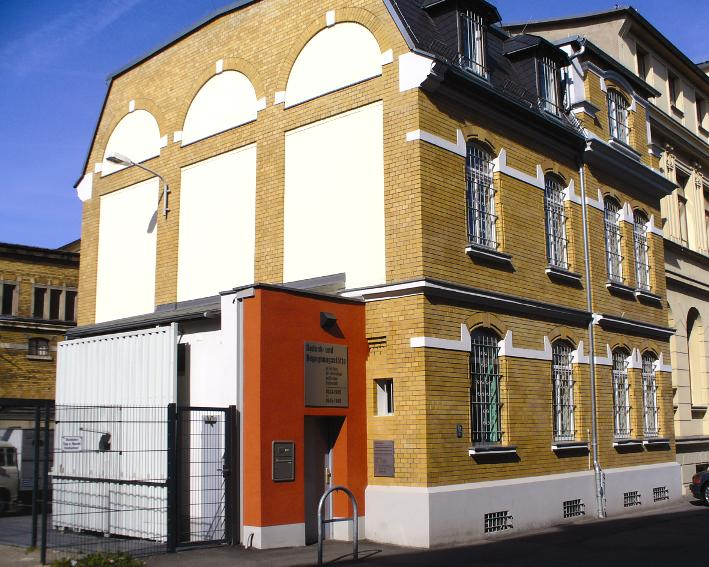
Gedenkstätte Amthordurchgang in Gera

Die Gedenkstätte Amthordurchgang in Gera ist ein Ort des Gedenkens der Opfer beider deutscher Diktaturen und eine wichtige Anlaufstelle für Kommunikation, Information und Dokumentation.
Die Gedenkstätte befindet sich in einem Gebäude, das Teil eines Gefängnisses war, welches 1874 erbaut wurde und bis 1989 als Untersuchungshaftanstalt diente. Der eigentliche Zellentrakt wurde 1999 abgerissen. Die Gedenkstätte befindet sich im ehemaligen Verwaltungstrakt der Haftanstalt. Die Gedenk- und Begegnungsstätte im Torhaus der politischen Haftanstalt von 1933 bis 1945 und 1945 bis 1989 ist seit dem 18. November 2005 geöffnet.

## Geschichte

### 1876–1933
Der erste Nachweis über die Errichtung einer Haftanstalt am Amthordurchgang ist in der Geraer Stadtchronik aus dem Jahr 1876 zu finden. Ein Bürger der Stadt beschwerte sich darüber, dass direkt in der Innenstadt ein Gefängnis gebaut werden sollte. Das Gefängnis unterstand dem Fürstlichen Kreisgericht Gera, des Fürstentums Reuß jüngerer Linie. Es gab 1879 im Gefängnis 25 Zellen und es herrschte eine Art familiärer Betrieb. Die drei Gefangenenwärter übernachteten im Gefängnis und deren Frauen kümmerten sich um die Wäsche und bereiteten die Mahlzeiten zu. 1896 erfolgte eine bauliche Erweiterung. Durch das Aufsetzen einer weiteren Etage wurde die Zellenanzahl verdoppelt.
In diesem Zeitraum wurde auch das angrenzende Landgerichtsgebäude gebaut. Das Gefängnis diente als Untersuchungshaft- und Gerichtsgefängnis, in dem Kriminelle aller Art inhaftiert und auch einige Todesurteile vollstreckt wurden.

### 1933–1945
Die nationalsozialistische Diktatur war ein Wechsel vom Rechts- zum Polizeistaat. Das Gefängnis diente der Gestapo als Untersuchungshaftanstalt. Die Gestapo, die Informationen über politischen Widerstand gegen das NS-Regime sammelte und diesen bekämpfte, konnte ohne Anklage oder Beweise Menschen verfolgen, inhaftieren, foltern und ermorden.

### 1945–1952
Am 14. April 1945 gegen 12 Uhr kapitulierten die 1.200 Soldaten des Standorts Gera. Die Stadt wurde durch Truppen der 80. Division der 3. US-Armee besetzt. Nach dem Wechsel der Besatzungsmacht in Sachsen und Thüringen marschierte am 2. Juli 1945 die Rote Armee der Sowjetunion in Gera ein.
Im Zuge der umfangreichen Entnazifizierung der deutschen Bevölkerung wurde das Gefängnis Amthordurchgang sofort von der sowjetischen Militärpolizei und dem sowjetischen Geheimdienst (NKWD) übernommen. Hier wurden Menschen aus politischen Gründen inhaftiert, gefoltert, zu langen Haftstrafen verurteilt, in Speziallager z. B. das Speziallager Nr. 2 Buchenwald verbracht und auch zum Tode verurteilt. Nach 1947 wurden viele Menschen als so genannte „Wirtschaftsverbrecher“ inhaftiert, um Enteignungen vollziehen zu können. Nach 1950 gab es zunehmend Haftstrafen wegen „Boykotthetze“.

### 1952–1989
Gera wurde Hauptstadt des 1952 errichteten Bezirks Gera und erhielt eine Bezirksverwaltung des Ministeriums für Staatssicherheit (MfS). Jede Form der Kritik am System oder der Politik der Sozialistischen Einheitspartei Deutschlands wurde vom MfS hart bestraft. Auch in Gera wurden immer wieder Menschen inhaftiert, die eine Flucht aus der DDR planten, sie versuchten oder als Mitwisser eingestuft wurden. Jedes individuelle kritische Verhalten und die Beteiligung z. B. an der Friedens- und Umweltbewegung, wurde verfolgt und endete meist mit einer Inhaftierung. 
Am 12. April 1981 kam unter ungeklärten Umständen der festgenommene Bürgerrechtler Matthias Domaschk in dieser Untersuchungshaftanstalt des Ministeriums für Staatssicherheit ums Leben. In der Zeit von 1952 bis 1989 wurden dort über 2.800 Menschen aus politischen Gründen von der Staatssicherheit inhaftiert.

### Seit 1989
Nach der Friedlichen Revolution und der Wende im Herbst 1989 wurde die Haftanstalt geschlossen. Nach einigen baulichen Veränderungen wurde das Gebäude von 1991 bis 1999 vom Freistaat Thüringen genutzt.

## Verein
Der Verein Gedenkstätte Amthordurchgang Gera e.V. wurde im Herbst 1997 gegründet. Zweck des Vereins ist die Aufarbeitung und Veröffentlichung der politischen Verfolgung und des Widerstandes unter den zwei deutschen Diktaturen. Die Stadt Gera mit ehemaligem Sitz einer Bezirksverwaltung und Untersuchungshaftanstalt des Ministeriums für Staatssicherheit ist in besonderer Weise in die geschichtliche Aufarbeitung der Vergangenheit eingebunden.
Im Sommer 1999 wurde bekannt, dass die Haftanstalt abgerissen werden soll. Der Verein engagierte sich für die Errichtung einer Gedenk- und Begegnungsstätte am authentischen Ort. Trotz massiver Proteste und einer Besetzung konnte der Abriss des Haftgebäudes nicht verhindert werden. Mit Hilfe zahlreicher Unterstützer konnte der Erhalt des Torhauses, des Eingangs- und Verwaltungstraktes erreicht werden.
Für die Gestaltung einer Gedenk- und Begegnungsstätte standen erst in den Jahren 2003 und 2004 Mittel aus dem Fonds der Bundesrepublik Deutschland „Erlöse aus dem Verkauf ehemaliger Mauergrundstücke“ zur Verfügung.

## Gedenk- und Begegnungsstätte
Aufgrund des langen Leerstandes und des schlechten baulichen Zustandes musste eine Komplettsanierung vorgenommen werden. Authentische Gegenstände wurden aus dem Zellentrakt gesichert und mit künstlerischen Mitteln in die Ausstellungsräume integriert.
In der Gedenkstätte befindet sich auf zwei Etagen, dem Keller- und Außenbereich eine feste Ausstellung zur Geschichte und Nutzung der Haftanstalt sowie zu dem historischen Kontext der zwei deutschen Diktaturen. Dort werden Lebenswege von Zeitzeugen dokumentiert und in geeigneter Form für die Öffentlichkeit aufbewahrt.
Es werden zeithistorisches Material in schriftlicher und audio-visueller Form sowie Publikationen und Dokumentarfilme erstellt und gezeigt.

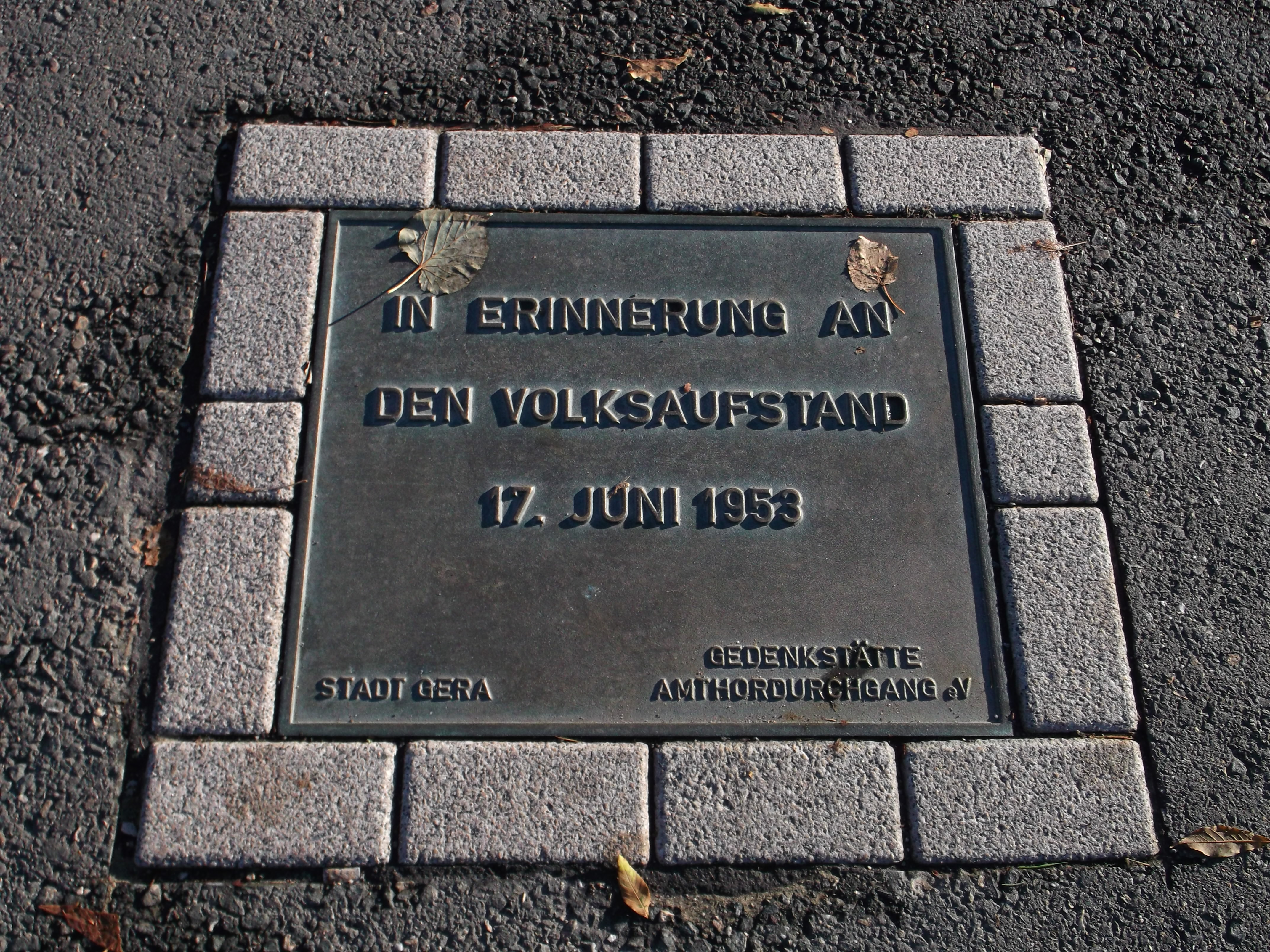
Gedenkplatte für den Juniaufstand 1953 im Boden an der Ecke Rudolf-Diener-Straße/Amthorstraße

Der Verein Gedenkstätte Amthordurchgang Gera e.V. führt zusätzlich zu den Öffnungszeiten Sonderführungen, hauptsächlich für Schulklassen durch. Forschungsarbeiten ermöglichen die Herausgabe von Publikationen und das Erstellen von Videodokumentationen. In der Gedenkstätte finden regelmäßig Lesungen, Vorträge und Diskussionsrunden statt.
Ein wichtiges Anliegen ist die Betreuung und Beratung von Betroffenen und die Dokumentation des Erlebten. Der Verein organisiert und realisiert diverse Sonderprojekte.
Bereits im Jahr 1998 begann eine Spendenaktion für das Gedenken im öffentlichen Raum. In drei Schritten wurde dieses Projekt realisiert. Die Gestaltung des Treppenhauses in der Gedenkstätte wurde von den Künstlern Tilmann Stachat und Martin Neubert übernommen und im November 2005 fertiggestellt. Eine Gedenktafel in Erinnerung an den Volksaufstand am 17. Juni 1953 wurde im Juni 2006 gemeinsam mit der Stadt Gera an der Ecke Rudolf-Diener-Straße/Amthorstraße installiert.
Das Denkmal für die Opfer politischer Gewaltherrschaft von Matthias von Hintzenstern wurde gemeinsam mit der Stadt Gera in der Rudolf-Diener-Straße im April 2007 errichtet. Das Denkmal ist so aufgebaut, dass Passanten im Vorübergehen die Illusion haben, die Silhouette bewege sich. Es entsteht eine Interaktion zwischen Passanten und Kunstwerk, die zur Begegnung und Auseinandersetzung mit Vergangenheit, Gegenwart und Zukunft anregen soll.